# Stadsbrand van Gorinchem
De stadsbrand van 1388 behoort tot de grootste stadsbranden die de Nederlandse stad Gorinchem hebben getroffen. 
In het jaar 1388 werd de stad Gorinchem bijna in zijn geheel verwoest. Er wordt vermeld dat er meer dan 1500 huizen werden vernietigd.

## Bron
- zie punt 658 op www.biesbosch.nu